# Clément Parisse
Pour les articles homonymes, voir Parisse.
Clément Parisse, né le 6 juillet 1993 à Évry, est un fondeur français. Spécialiste des courses de distance, il est double médaillé de bronze du relais aux Jeux olympiques  (Pyeongchang 2018 et Pékin 2022) ainsi qu'aux Championnats du monde 2019 et 2021.

## Carrière
Membre du club des sports de Megève, il dispute ses premières courses de la FIS en 2010. Chez les juniors, il dispute les championnats du monde de la catégorie en 2012 et 2013, où il obtient ses meilleurs résultats : quatrième du relais et neuvième du skiathlon.
Après une victoire en Coupe OPA à Campra sur un quinze kilomètres libre, il fait ses débuts en Coupe du monde en mars 2014 à Lahti, puis gagne le sprint des Championnats de France à Prémanon. En février 2015, il participe aux Championnats du monde des moins de 23 ans d'Almaty où il termine neuvième du quinze kilomètres libre puis remporte la médaille d'argent sur le skiathlon. Une semaine plus tard, il marque ses premiers points (29e) à l'occasion du quinze kilomètres libre d'Östersund. Il est ensuite sélectionné pour les Mondiaux de Falun où il amasse deux 24e places, sur le skiathlon puis le quinze kilomètres libre, course où Maurice Manificat remporte la médaille d'argent.
En février 2016, il dispute les Championnats du monde des moins de 23 ans de Rasnov, il obtient la quatrième place du quinze kilomètres classique puis deuxième du quinze kilomètres libre.
Après une quatorzième place à Davos d'un trente kilomètres libre puis une douzième place d'un quinze kilomètres libre à La Clusaz en décembre 2016, il monte le lendemain sur son premier podium en Coupe du monde lors du relais avec Jean-Marc Gaillard, Alexis Jeannerod  et Maurice Manificat. Lors du tour de ski, il termine pour la première dans les dix premiers en coupe du monde en terminant huitième d'un dix kilomètres libre. Il termine finalement 23e de la compétition.
Présent aux Mondiaux de Lahti, il termine 32e du skiathlon. Pour le relais, la France aligne Jean-Marc Gaillard et Maurice Manificat sur les deux parcours classique. Ce dernier revient en quatrième position, à 46 secondes de la tête. Robin Duvillard, sur le premier relais en libre, ne peut résister à ses poursuivants et transmet le témoin en septième position à Clément Parisse qui termine à cette même place. Sur la dernière course, le cinquante kilomètres, il termine à la seizième place.
En début de saison de coupe du monde 2017-2018, il termine douzième du quinze kilomètres de Davos, course remportée par Maurice Magnificat. Il obtient son meilleur résultat en coupe du monde lors de la dernière course avant l'échéance olympique, un quinze kilomètres libre départ en ligne. Pour sa première épreuve des Jeux olympiques de Pyeongchang, il termine à la treizième place du skiathlon remporté par le Norvégien Simen Hegstad Krüger. Sur le quinze kilomètres, disputé en style libre, il termine à la 26e place. Jean-Marc Gaillard et Maurice Manificat sont les premiers fondeurs du relais, sur les parcours classique. Ils laissent les Français dans le groupe de tête, Manificat transmettant à Clément Parisse en troisième position à mi-parcours. Ce dernier, confronté au Norvégien Simen Hegstad Krüger, permet à la France de passer au terme du troisième relais en deuxième position, les deux hommes ayant rejoint puis lâché Alexey Chervotkin, représentant OAR, ayant également lâché l'Italien Giandomenico Salvadori dont l'équipe était deuxième au passage de relais précédent. Adrien Backscheider reste au contact de Johannes Høsflot Klæbo jusqu'au retour de Denis Spitsov, ces deux derniers s'échappant pour se disputer le titre, à l'avantage de la Norvège, la France terminant troisième loin devant la Finlande. Sur le cinquante kilomètres classique, sa première expérience sur cette distance, il termine 24e.
Lors du Tour de Ski 2018-2019, Parisse réussit son meilleur classement sur une étape avec le sixième temps sur le quinze kilomètres libre à Toblach.
Aux Championnats du monde 2019, à Seefeld, il est d'abord cinquième du skiathlon, se battant pour la médaille jusqu'au bout, pour enregistrer le meilleur résultat individuel de sa carrière. Lors du relais, il gagne la médaille de bronze comme aux Jeux olympiques, ayant pour coéquipiers Adrien Backscheider, Maurice Manificat et Richard Jouve.
En 2020, alors qu'il marque ses premiers points en sprint, son plus haut classement en Coupe du monde est obtenu en distance avec une dixième place à Falun, alors que lors de la saison 2020-2021, il finit encore dans le top dix dans un quinze kilomètres libre à Davos (septième), avant d'enchaîner par de bonnes performances au Tour de ski, qu'il achève au neuvième rang, soit son meilleur résultat en course par étapes.
Aux Championnats du monde 2021 à Oberstdorf, il se classe trois fois dans le top vingt en individuel et remporte de nouveau la médaille de bronze du relais, avec Hugo Lapalus, Jules Lapierre et Maurice Manificat.

## Palmarès

### Jeux olympiques d'hiver
| Épreuve / Édition   | Sprint                           | Sprint                           | 15 km                            | 15 km                            | Skiathlon 2 × 15 km | 50 km | Relais | Relais    |
| Épreuve / Édition   | libre                            | classique                        | libre                            | classique                        | Skiathlon 2 × 15 km | 50 km | Sprint | 4 × 10 km |
| JO 2018 Pyeongchang | Épreuve inexistante à cette date | —                                | 26e                              | Épreuve inexistante à cette date | 13e                 | 24e   | —      | Bronze    |
| JO 2022 Pékin       | —                                | Épreuve inexistante à cette date | Épreuve inexistante à cette date | —                                | 10e                 | 7e    | —      | Bronze    |

Légende :
- : troisième place, médaille de bronze
- : pas d'épreuve
- — : Non disputée par Parisse

### Championnats du monde
| Épreuve / Édition        | Sprint                           | Sprint                           | 15 km                            | 15 km                            | Skiathlon 2 × 15 km | 50 km | Relais | Relais    |
| Épreuve / Édition        | libre                            | classique                        | libre                            | classique                        | Skiathlon 2 × 15 km | 50 km | Sprint | 4 × 10 km |
| Mondiaux 2015 Falun      | Épreuve inexistante à cette date | —                                | 24e                              | Épreuve inexistante à cette date | 24e                 | —     | —      | —         |
| Mondiaux 2017 Lahti      | —                                | Épreuve inexistante à cette date | Épreuve inexistante à cette date | —                                | 32e                 | 16e   | —      | 7e        |
| Mondiaux 2019 Seefeld    | —                                | Épreuve inexistante à cette date | Épreuve inexistante à cette date | —                                | 5e                  | 19e   | —      | Bronze    |
| Mondiaux 2021 Oberstdorf | Épreuve inexistante à cette date | —                                | 14e                              | Épreuve inexistante à cette date | 13e                 | 12e   | —      | Bronze    |

Légende :
- : troisième place, médaille de bronze
- : pas d'épreuve
- — : Non disputée par Parisse

### Coupe du monde
- Meilleur classement général : 22e en 2021.
- Meilleur résultat individuel : 7e.
- 1 podium en relais : 1 troisième place.

#### Classements par saison
| Saison / Épreuve | Général | Général | Distance | Distance | Sprint | Sprint | Tour de Ski depuis 2007 | Finales depuis 2008              | Nordic Opening depuis 2011       |
| ---------------- | ------- | ------- | -------- | -------- | ------ | ------ | ----------------------- | -------------------------------- | -------------------------------- |
| Saison / Épreuve | Place   | Points  | Place    | Points   | Place  | Points | Tour de Ski depuis 2007 | Finales depuis 2008              | Nordic Opening depuis 2011       |
| 2015             | 153e    | 2       | 93e      | 2        | –      | –      | —                       | Épreuve inexistante à cette date | 80e                              |
| 2016             | –       | –       | –        | –        | –      | –      | —                       | —                                | 64e                              |
| 2017             | 44e     | 143     | 32e      | 111      | –      | –      | 23e                     | 39e                              | —                                |
| 2018             | 53e     | 106     | 31e      | 106      | –      | –      | Abandon                 | 34e                              | —                                |
| 2019             | 34e     | 221     | 23e      | 173      | –      | –      | 27e                     | 28e                              | 18e                              |
| 2020             | 29e     | 289     | 19e      | 200      | 67e    | 16     | 21e                     | 20e (Ski Tour)                   | 42e                              |
| 2021             | 22e     | 301     | 22e      | 185      | –      | –      | 9e                      | Épreuve inexistante à cette date | 41e                              |
| 2022             | 33e     | 178     | 23e      | 142      | –      | –      | 22e                     | Épreuve inexistante à cette date | Épreuve inexistante à cette date |

### Championnats du monde des moins de 23 ans
- Médaille d'argent du skiathlon en 2015 à Almaty[2].
- Médaille d'argent du quinze kilomètres libre en 2016 à Rasnov[4].

### Coupe OPA
- 5 podiums, dont 2 victoires.

### Championnats de France
Champion de France Élite :
- Sprint classique : 2014
- Relais : 2013
- Mass start : 2022[18]

## Distinctions
- Chevalier de l'Ordre National du Mérite en 2018[19]